# 日本における最初の自動車レース

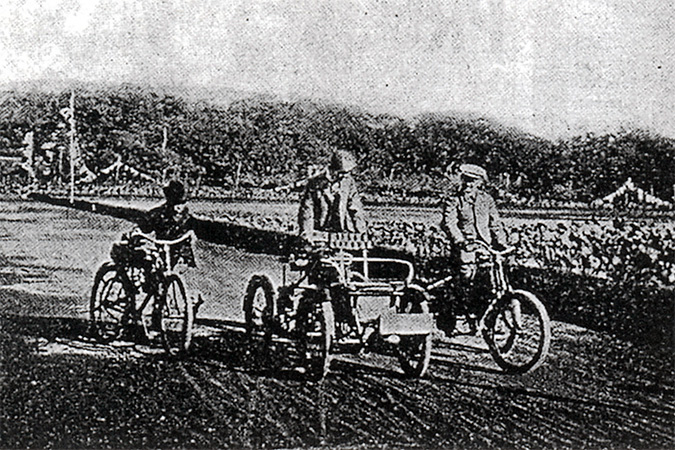
1901年（明治34年）の大日本双輪倶楽部秋季大競走会の自動車レースを写した写真。

日本における最初の自動車レース（）は、日本における史上最初の自動車レースに対して用いられる呼称である。どういった前提（定義）を用いるかによってその対象となるレースが異なるため、特に四輪自動車について、この呼称が用いられるレースは複数存在する。

## 二輪
| 開催日                              | 名称                              | 場所                          | 主催者                         | 内容                                                          | 定義                                                | 出典                          |
| ----------------------------------- | --------------------------------- | ----------------------------- | ------------------------------ | ------------------------------------------------------------- | --------------------------------------------------- | ----------------------------- |
| 1901年（明治34年）11月3日           | 大日本双輪倶楽部秋季大競走会      | 東京府東京市 上野公園・不忍池 | 大日本双輪倶楽部               | 自転車大会における余興。 二輪、三輪、四輪サイクルカーの混走。 | 史上初。                                            | [ 2 ] [ 3 ] [ 4 ] [ 5 ] [ 6 ] |
| 1912年（明治45年）5月5日            | 第1回自動自転車競走会             | 兵庫県武庫郡鳴尾村 鳴尾競馬場 | 大阪朝報社                     | 自動自転車競走会の第1回大会。                                 | 二輪自動車のみによるものとして史上初。              | [ 4 ] [ 7 ]                   |
| 1962年（昭和37年）11月3日 - 11月4日 | 第1回全日本選手権ロードレース大会 | 三重県鈴鹿市 鈴鹿サーキット   | 日本モーターサイクルレース協会 | 鈴鹿サーキットにおける最初の自動車レース。                    | (参考) 全舗装のサーキットにおけるものとして史上初。 |                               |

## 四輪
| 開催日                            | 名称                         | 場所                                        | 主催者                              | 内容                                                          | 定義                                                | 出典                                                            |
| --------------------------------- | ---------------------------- | ------------------------------------------- | ----------------------------------- | ------------------------------------------------------------- | --------------------------------------------------- | --------------------------------------------------------------- |
| 1901年（明治34年）11月3日         | 大日本双輪倶楽部秋季大競走会 | 東京府東京市 上野公園・不忍池               | 大日本双輪倶楽部                    | 自転車大会における余興。 二輪、三輪、四輪サイクルカーの混走。 | 史上初。                                            | [ 2 ] [ 3 ] [ 4 ] [ 5 ]                                         |
| 1902年（明治35年）4月5日          | 金輪倶楽部不忍池競争会       | 東京府東京市 上野公園・不忍池               | 金輪倶楽部                          | 自転車大会における余興。                                      | 複数の四輪自動車によるものとして史上初。            | [ 3 ] [ 6 ]                                                     |
| 1908年（明治41年）5月30日 - 6月   | ニューヨーク・パリレース     | 神奈川県横浜市 横浜港 - 福井県敦賀市 敦賀港 | ニューヨーク・タイムズ、 ル・マタン | ニューヨークからパリまでのラリーレイドの一部。                | (参考)                                              | [ 8 ] [ 9 ] [ W 1 ]                                             |
| 1915年（大正4年）10月16日         | 自動車大競走会               | 東京府東京市 目黒競馬場                     | 米国日本人自動車研究会              | 在米日本人による来日興行。                                    | 興行として史上初。                                  | [ 10 ] [ 11 ] [ 12 ] [ 13 ] [ 14 ] [ 15 ] [ 16 ] [ 17 ] [ W 2 ] |
| 1922年（大正11年）11月12日        | 第1回自動車大競走            | 東京府東京市 洲崎埋立地                     | 報知新聞社                          | 日本自動車競走大会の第1回大会。                               | 本格的なものとして史上初。                          | [ 21 ] [ 22 ] [ 16 ] [ W 2 ]                                    |
| 1923年（大正12年）4月22日         | 第2回自動車大競走            | 東京府東京市 洲崎埋立地                     | 帝国自動車保護協会                  | 日本自動車競走大会の第2回大会。                               | 本格的なものとして史上初。                          | [ 23 ] [ 19 ] [ 20 ]                                            |
| 1936年（昭和11年）6月7日          | 全日本自動車競走大会         | 神奈川県川崎市 多摩川スピードウェイ         | 報知新聞社                          | 日本自動車競走大会（全日本自動車競走大会）の大会。            | 常設サーキットにおけるものとして史上初。            | [ 4 ] [ 25 ] [ 26 ]                                             |
| 1963年（昭和38年）5月3日 - 5月4日 | 第1回日本グランプリ          | 三重県鈴鹿市 鈴鹿サーキット                 | 日本自動車スポーツ協会（JASA）      | 鈴鹿サーキットにおける最初の四輪自動車レース。                | (参考) 全舗装のサーキットにおけるものとして史上初。 | [ 21 ] [ W 2 ]                                                  |